# Thi Tiểu Lâm
Thi Tiểu Lâm (tiếng Trung giản thể: 施小琳, bính âm Hán ngữ: Shī Xiǎo Lín, sinh tháng 5 năm 1969, người Hán) là nữ chính trị gia nước Cộng hòa Nhân dân Trung Hoa. Bà là Ủy viên dự khuyết Ủy ban Trung ương Đảng Cộng sản Trung Quốc khóa XX, khóa XIX, hiện là Thường vụ Tỉnh ủy Tứ Xuyên, Bí thư Thành ủy Thành Đô. Bà từng là Thường vụ Tỉnh ủy, Bộ trưởng Bộ Tuyên truyền Giang Tây; Thường vụ Thành ủy, Bộ trưởng Bộ Thống Chiến Thượng Hải.
Thi Tiểu Lâm là đảng viên Đảng Cộng sản Trung Quốc, học vị Cử nhân Kỹ thuật điện khí, Thạc sĩ Quản lý công thương. Bà có sự nghiệp thời gian dài ở Thượng Hải, từ khi học đại học cho đến khi là lãnh đạo cấp cao.

## Xuất thân và giáo dục
Thi Tiểu Lâm sinh tháng 5 năm 1969 tại huyện Dư Diêu, nay là thành phố cấp huyện Dư Diêu, thuộc địa cấp thị Ninh Ba, tỉnh Chiết Giang, Cộng hòa Nhân dân Trung Hoa. Bà lớn lên và tốt nghiệp phổ thông ở Dư Diêu, thi đỗ Đại học Thượng Hải, tới Thượng Hải nhập học Học viện Kỹ thuật của trưởng vào tháng 9 năm 1986, tốt nghiệp Cử nhân chuyên ngành Kỹ thuật điện khí vào tháng 7 năm 1990. Năm 1997, bà thi đỗ cao học Đại học Đồng Tế, theo học tại chức ở Học viện Quản lý và Kinh tế của trường, nhận bằng Thạc sĩ Quản lý công thương vào năm 2001. Thi Tiểu Lâm được kết nạp Đảng Cộng sản Trung Quốc vào tháng 6 năm 1993.

## Sự nghiệp

### Các giai đoạn
Tháng 7 năm 1990, sau khi tốt nghiệp Đại học Thượng Hải, Thi Tiểu Lâm bắt đầu sự nghiệp của mình khi được tuyển vào làm ở Nhà máy gỗ Dương Tử Thượng Hải, chuyên viên đồng thời là phụ trách Đoàn Thanh niên của nhà máy. Ba năm sau, bà được chuyển tới khối cơ quan nhà nước, công tác ở quận Áp Bắc và nhậm chức Bí thư Chi đoàn của Cục Xây dựng quận, cấp phó khoa. Năm 1995, bà là Phó Bí thư Quận đoàn, cấp chính khoa, giữ chức vụ này cho đến 2001, thăng chức là Bí thư Quận đoàn, Bí thư Đảng tổ của đơn vị này.
Năm 2004, Thi Tiểu Lâm được bổ nhiệm làm Bí thư Đảng ủy Nhai đạo Đại Ninh Lộ của quận Áp Bắc, sau đó chuyển sang làm Bí thư Đảng ủy Nhai đạo Lâm Phấn Lộ năm 2005, và cũng là Bí thư Đảng ủy cộng động Lâm Phấn Lộ ở khu vực nhai đạo biện sự xứ này. Năm 2006, bà được điều chuyển tới quận Nam Hối, nhậm chức Phó Quận trưởng, rồi chuyển chức làm Phó Quận trưởng Hồng Khẩu từ 2009. Tới 2011, bà là Phó Bí thư Quận ủy Hồng Khẩu, rồi được điều tới Chính phủ Nhân dân thành phố Thượng Hải năm 2013, nhậm chức Bí thư Đảng tổ, Cục trưởng Cục Dân chính Thượng Hải, kiêm Bí thư Đảng tổ Cục Xã đoàn thành phố. Tháng 4 năm 2015, bà được bổ nhiệm làm Bí thư Quận ủy Phổ Đà.

### Cấp cao
Tháng 5 năm 2017, Thi Tiểu Lâm được bầu làm Ban Thường vụ Thành ủy Thượng Hải, phân công làm Bộ trưởng Bộ Công tác Mặt trận thống nhất Thành ủy, cấp phó bộ. Tháng 10 năm 2017, bà tham gia đại hội đại biểu toàn quốc, được bầu làm Ủy viên dự khuyết Ủy ban Trung ương Đảng Cộng sản Trung Quốc khóa XIX tại Đại hội Đảng Cộng sản Trung Quốc lần thứ XIX. Bên cạnh đó, bà cũng là Ủy viên Hội nghị Hiệp thương Chính trị Nhân dân Trung Quốc khóa XIII. Sau đó, tháng 5 năm 2018, bà được điều chuyển tới tỉnh Giang Tây, là Thường vụ Tỉnh ủy, Bộ trưởng Bộ Tuyên truyền Tỉnh ủy Giang Tây. Đến tháng 9 năm 2021, bà tiếp tục được điều chuyển tới tỉnh Tứ Xuyên, là Ủy viên Ủy ban Thường vụ Tỉnh ủy Tứ Xuyên, được phân về thủ phủ Thành Đô giữ chức Bí thư Thành ủy Thành Đô, 52 tuổi, là bí thư của tỉnh lỵ trẻ nhất cả nước lúc bấy giờ. Cuối năm 2022, bà là đại biểu của đoàn Tứ Xuyên dự Đại hội Đảng Cộng sản Trung Quốc lần thứ XX. Trong quá trình bầu cử tại đại hội, bà tiếp tục được bầu là Ủy viên dự khuyết Ủy ban Trung ương Đảng Cộng sản Trung Quốc khóa XX.